# Matapa aria
Matapa aria är en fjärilsart som beskrevs av Moore 1865. Matapa aria ingår i släktet Matapa och familjen tjockhuvuden. Inga underarter finns listade i Catalogue of Life.

## Bildgalleri

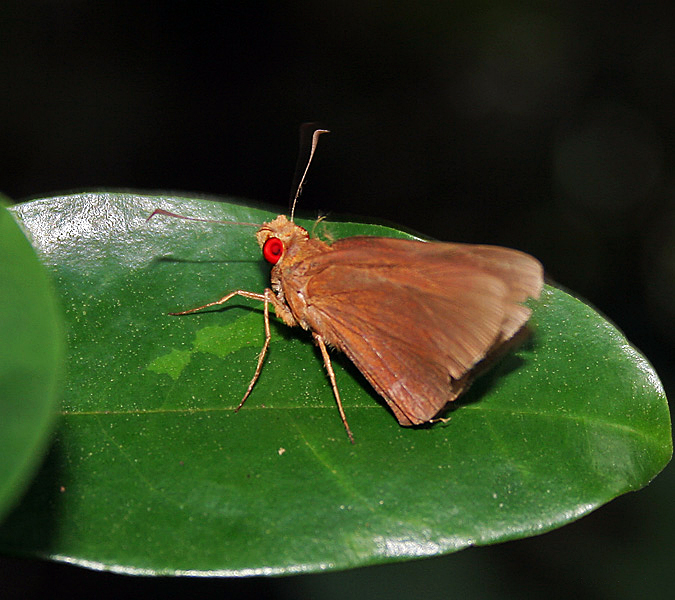
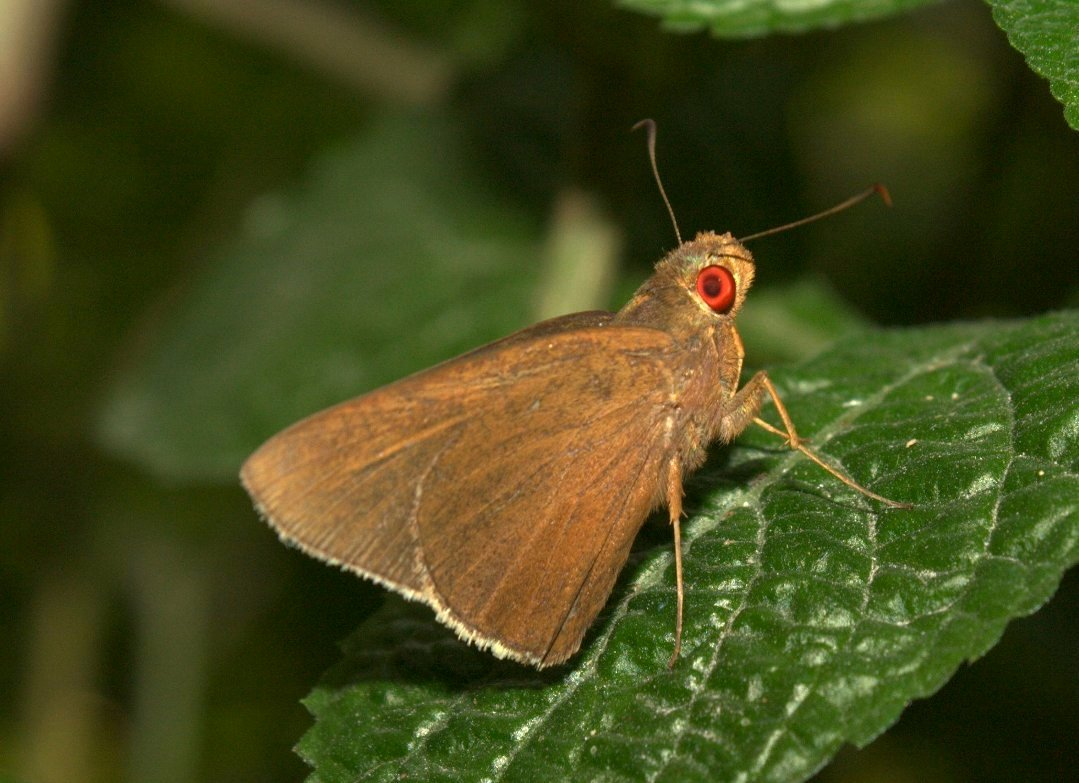
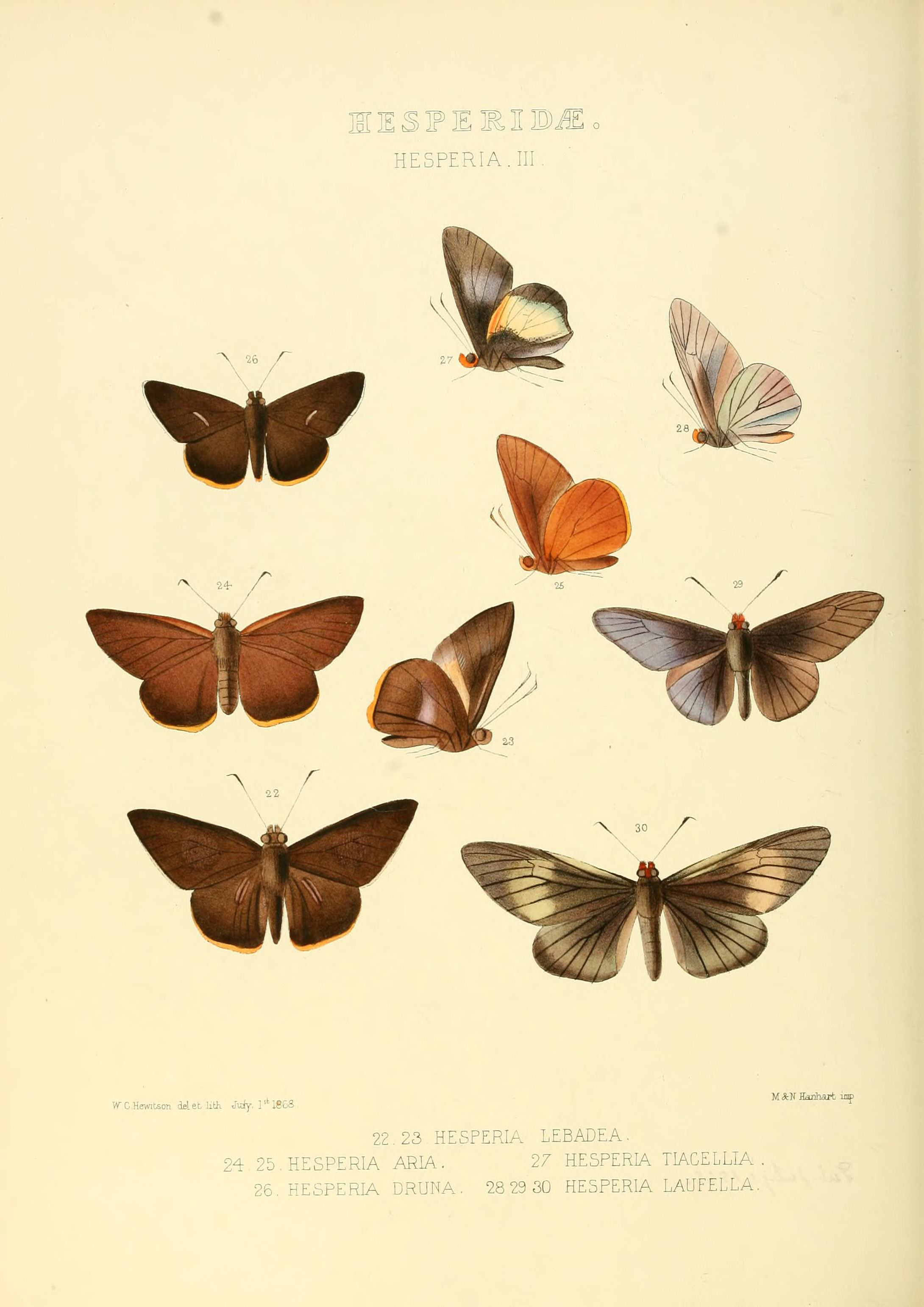
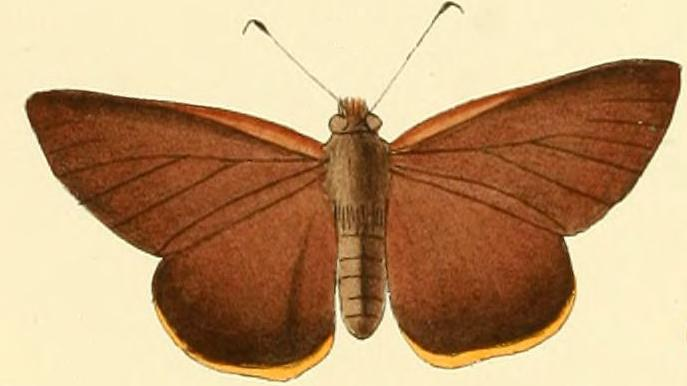
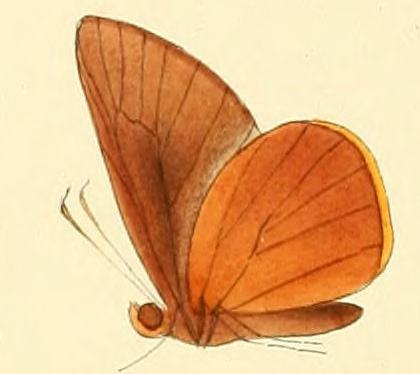
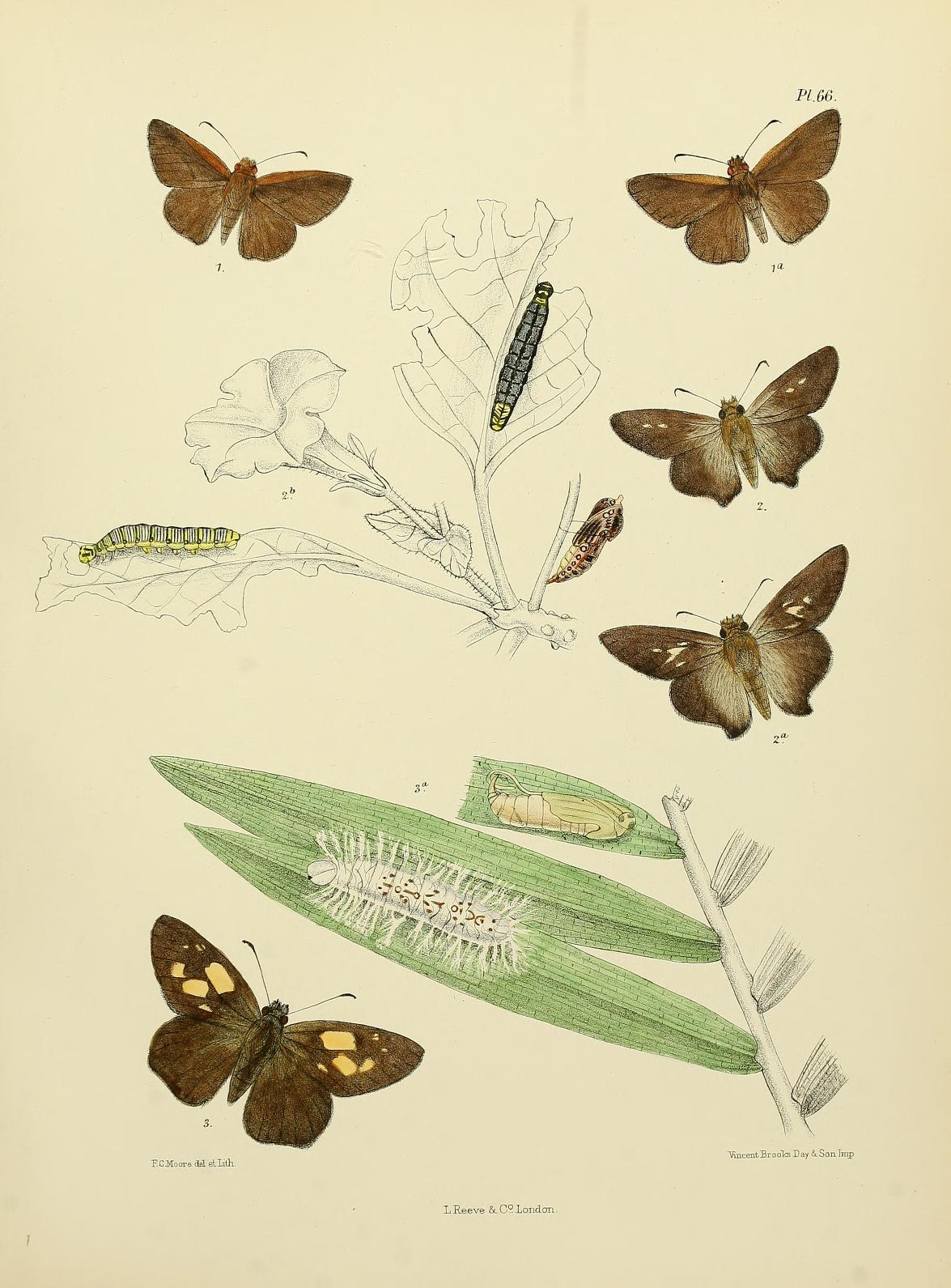